# Giovanna Amati
Giovanna Amati (Rome, 20 juli 1959) is een voormalige Italiaanse autocoureur en een van de vijf vrouwen die het tot de Formule 1 schopten. Ze reed echter geen races in die klasse.
Amati was de dochter van een rijke zakenman en werd op jonge leeftijd enige tijd ontvoerd. Later bezocht ze met vriend Elio de Angelis een raceschool. Haar autosportcarrière kwam echt op gang in 1984 in Formule Abarth, een jaar later stapte ze over naar de Formule 3 en vanaf 1987 kwam ze uit in de Formule 3000. Haar resultaten waren niet bepaald indrukwekkend, maar ze kreeg in 1991 de kans om een Benetton Formule 1-auto te testen, met dank aan haar toenmalige vriend Flavio Briatore, die daar teambaas was.
In 1992 wist ze een stoeltje te bemachtigen bij het ooit roemruchte maar toen noodlijdende Brabham. Amati's sponsorgelden en de aandacht die ze zou krijgen als vrouw in de Formule 1, speelden een grotere rol dan haar kwaliteiten als coureur. De Brabham bleek ook nog eens verouderd en veel te langzaam; ook teamgenoot Eric van de Poele had moeite met de auto. Drie keer achter elkaar werd Amati laatste in de kwalificatie, waardoor ze niet in de races mocht starten. Nadat haar sponsors Brabham niet betaalden, werd ze op straat gezet en vervangen door Damon Hill, die zich in zijn eerste poging ook niet wist te kwalificeren.
Hierna ging Amati in sportscars racen en werd ze ook regelmatig gevraagd voor celebrity-races. Tegenwoordig is ze ook columnist en autosportjournalist voor Italiaanse media.